# Eef Brouwers
Evert (Eef) Brouwers (Zwolle, 9 maart 1939 - Eindhoven, 6 oktober 2018) was een Nederlands bestuurder, ambtenaar, journalist en nieuwslezer.

## Leven en werk
Brouwers werd in 1939 te Zwolle geboren als enig kind. Hij groeide op in de stad Groningen en doorliep er de hbs. Hij studeerde aan de School voor de Journalistiek te Zwolle en begon zijn carrière als stadsverslaggever bij de Nieuwe Provinciale Groninger Courant. Tot 1983 was hij werkzaam in de journalistiek bij het Utrechts Nieuwsblad, het Nieuwsblad van het Noorden, alwaar hij hoofdredacteur was, de Regionale Omroep Noord en Oost en de AVRO. Van 1973 tot 1977 was hij presentator van NOS Studio Sport en nieuwslezer van het NOS Journaal.
In 1983 werd Brouwers aangesteld als directeur van de Philips Voorlichtingsdienst, een positie die hij tot 1995 bekleedde. Van 1995 tot 2004 was hij directeur-generaal van de Rijksvoorlichtingsdienst. In die hoedanigheid was hij voorzitter van de Voorlichtingsraad en tevens woordvoerder van zowel het koninklijk huis als van de minister-president. In deze periode kreeg hij te maken met de ophef rondom onder anderen Jorge Zorreguieta, prinses Mabel en prinses Margarita. Brouwers werd opgevolgd door Gerard van der Wulp.
Gedurende het Europees kampioenschap voetbal 2004 was Brouwers communicatieadviseur van het Nederlands voetbalelftal. Daarna vervulde hij posities in besturen van maatschappelijke organisaties en in adviesraden van ondernemingen.
Brouwers ontving diverse onderscheidingen: hij was onder andere officier in de Orde van Oranje-Nassau (Nederland), commandeur in de Orde van Leopold II (België) en ereburger van Thorn (Nederland). Eveneens werd hem het erekruis in de Huisorde van Oranje verleend.